# Max Born
Max Born (Breslau, 1882. december 11. – Göttingen, 1970. január 5.) német fizikus, 1954-ben nyerte el a fizikai Nobel-díjat a német Walther Bothe társaságában, a szubatomi részecskék viselkedésének statisztikai leírásáért.

## Életrajza

### A Born család rövid története
A generációk óta igen magasan intellektuális, tudósokat, orvosokat, üzletembereket, forradalmárokat a világnak adó család története az 1790-ben született Meyer Schaul Buttermilchig vezethető vissza. Kereskedő volt, hogy mivel kereskedett azt nem tudni, de feljegyezték különleges fokú nagylelkűségét és igazságérzetét. Gyermekei a porosz királytól kapott engedélyük alapján változtatták meg családnevüket Buttermilchről Bornra. Meyer Schaul egyik fia, Marcus elismert orvos volt, az ő egyik fia, Gustav, Max Born édesapja szintén orvos lett, a Breslau-i egyetem anatómiai intézetében dolgozott mint kutató, ahol fontos és a mai napig a nevéhez köthető felfedezéseket tett.

### 1933–1954, nagy-britanniai évek
1933-ban, Hitler uralomra jutása után alig pár héttel, a náci foglalkoztatási törvény szellemében, zsidó származása miatt – evangélikus vallása ellenére – elbocsátották göttingeni egyetemi állásából. Más lehetőséget nem látván, a család a várható üldöztetések elkerülésére 1933. május 10-én elhagyta az országot. Két hónapot töltöttek egy Selva nevű olasz alpesi kisvárosban, majd régi ismerőse és tudóstársa Ernest Rutherford meghívására fiatalkori tanulmányai helyszínén, az angliai Cambridge-ben települtek le, ahol Born egy három évre szóló, mindössze heti három óra kötött elfoglaltsággal, mellette szabad kutatási lehetőséggel bíró állásajánlatot kapott. 1934 januárjában egy hosszútávra szóló állásajánlatot kapott az indiai Bengaluru egyetemének elméleti fizikai tanszékéről, amit a trópusi éghajlat, gyermekei oktatása, az Európába való visszatérés nehézségei miatt nem fogadott el, de 1935 szeptemberétől egy féléves útra mégis elutazott Indiába, ahol 1936 márciusáig tanított. Visszatérte után három állásajánlat is várta: Visszahívták Németországba, ahol a fegyverkezéshez nagy szükség volt tudósokra. Max származását megbocsátotta a náci állam, de mivel felesége, Hedwig továbbra is nemkívánatos lett volna, ezért az ajánlatot, amit személyesen Werner Heisenberg, egykori göttingeni tanársegédje hozott el számára, visszautasította. Kapott még ajánlatot a sztálini Szovjetunióból és a skóciai Edinburgh egyeteméről. Ez utóbbit választotta, ezzel a végleges nagy-britanniai tartózkodás is megoldódott. Innen ment nyugdíjba 1953-ban.

### 1954–1970, hazatérés Németországba
Bár inkább Angliában élő gyermekei és unokái közelében szeretett volna élni, nyugdíjba vonulása után feleségével mégis visszatért Németországba. Ennek oka egyrészt Angliába át nem utalható németországi nyugdíja volt, másrészt hazatérésével példát kívánt mutatni az elüldözöttek számára. Egykori nászútjuk helyszínén, a Göttingenhez közeli Bad Pyrmontban települtek le. Életük hátralévő részében ott éltek. 1953-ban megkapta a göttingeni díszpolgári címet, majd 1954-ben a fizikai Nobel-díjat. Max Born 1970-ben, felesége, Hedwig Ehrenberg 1972-ben halt meg. A göttingeni temetőben nyugszanak. Gyermekeik: Gustav V.R. Born egyetemi kutatóorvos, biokémikus, Margarethe (Gretchen) tanár és képzőművész volt az angliai Bath városában, Irene fiatalon férjhez ment, három gyermekének egyike Olivia Newton-John énekes és színésznő.
Emlékét a róla elnevezett berlini Max-Born-Institut őrzi.

## Szakmai pályafutása

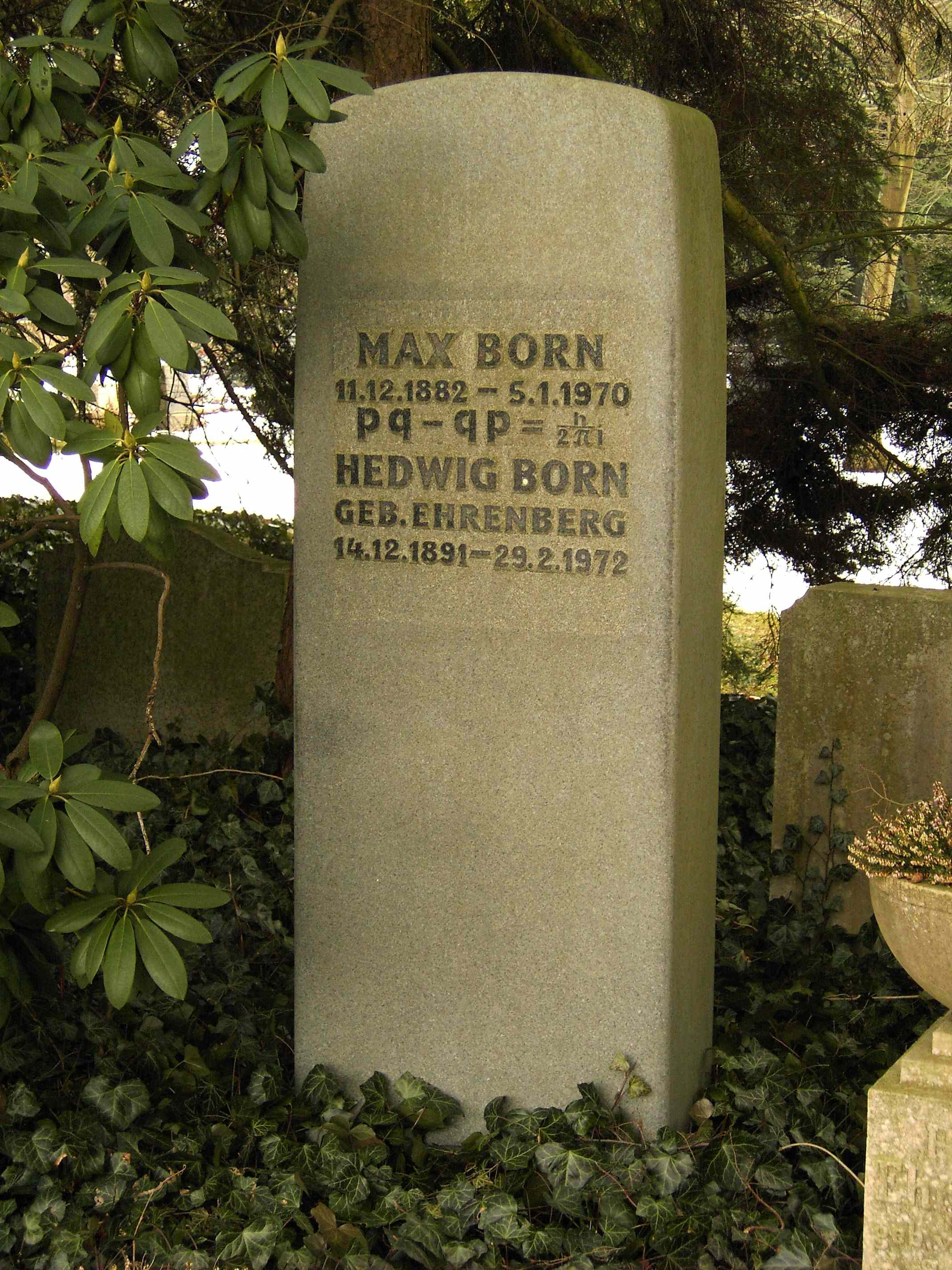
Max Born és felesége sírja a göttingeni temetőben

1921-ben, abban az évben, amikor a Göttingeni Egyetemen az elméleti fizika professzora lett, Born megadta a hőmennyiség nagyon pontos definícióját, és így a termodinamika első főtételét matematikailag a legkielégítőbben fogalmazta meg. 1926-ban, miután tanítványa, Werner Heisenberg megalkotta az új kvantumelmélet első törvényeit, Born együttműködött vele, hogy matematikailag is megfelelő leírást dolgozzanak ki. Valamivel később, amikor Erwin Schrödinger közzétette kvantummechanikai hullámegyenletét, Born megmutatta, hogy az egyenlet megoldásának fizikailag fontos statisztikus jelentése van. Born vezette be a Born-közelítésnek nevezett hasznos technikát is az atomi részecskék szóródásával kapcsolatos problémák megoldására. Ő és Robert Oppenheimer kezdeményezték a molekulák elektronszerkezetével foglalkozó számítások ma már széles körben használt egyszerűsítését.

## Magyarul megjelent művei
- Kísérlet és elmélet a fizikában; ford. Zemplén Jolán; Egyetemi Ny., Bp., 1947 (Az Egyetemi Nyomda természettudományi sorozata)
- Válogatott tanulmányok; vál., szerk., utószó Fodor Judit, ford. Nagy Imre, Fáy Gyula; Gondolat, Bp., 1973